# Aéroport d'Ilebo
L'aéroport d'Ilebo (code IATA : PFR • code OACI : FZVS) est un aéroport de la province de Kasaï-occidental dans le village d'Ilebo desservant le port fluvial du Kasaï qui porte le nom de la ville en République démocratique du Congo. La piste est dans la ville.

## Situation
| Bandundu Basango Mboliasa Bunia Gbadolite Gemena Goma Ilebo Kalemie Kananga Kikwit Kindu Kinshasa-Ndjili Kinshasa-N'Dolo Kisangani Kolwezi Lodja Lubumbashi Matari Matadi Mbandaka Mbuji Mayi Nioki Tshikapa Tshumbe |